# Apotomops texasana
Apotomops texasana är en fjärilsart som beskrevs av Blanchard och Edward C. Knudson 1984. Apotomops texasana ingår i släktet Apotomops och familjen vecklare. Inga underarter finns listade i Catalogue of Life.